# ヴェンゴジーノ
ヴェンゴジーノ（Gmina Węgorzyno）は、ポーランド北西部の西ポモージェ県ウォベス郡（ウォベツ郡、Łobez County）にある基礎自治体（グミナ＝ポーランド語: gmina、以下便宜上「町」とする）。町役場はヴェンゴジーノ集落にある。ウォベス町の南約12キロメートル (7 mi)、県庁所在地のシュチェチンの東約67キロメートル (42 mi)に位置する。 
町の面積は256.19平方キロメートル (98.9 sq mi)、2006年の総人口は7,316人である。そのうち、ヴェンゴジーノ集落の人口は3,011人、農村部の人口は4,305人である。町内の一部はインスコ景観公園（Ińsko Landscape Park）と呼ばれる保護区に指定されている。

## 地理
西ポモージェ県のほぼ中央部に位置するウォベス郡内にある。グランドモレーン（底堆石）上に広がり、多くの丘陵・湖・盆地が見られ、1ha以上の面積を持つ湖だけで27ある。湖と周囲の森林が織りなす優れた景観は、自然保護地域として保全されている。

### 集落
ヴェンゴジーノ町は中心集落のヴェンゴジーノ（Węgorzyno）のほか、以下の集落からなる。
- ブレジニャック（Brzeźniak）
- クファルツノ（Chwarstno）
- チェシーノ（Cieszyno）
- クラシニク・ウォベスキ（Kraśnik Łobeski
- レシエンチン（Lesięcin）
- ミエルノ（Mielno）
- ミシェヴォ（Mieszewo）
- ポドリッツェ（Podlipce）
- プシイトン（Przytoń）
- ルノヴォ（Runowo）
- サルニッケシュ（Sarnikierz）
- シエルスコ（Sielsko）
- スタレ・ヴェンゴジンコ（Stare Węgorzynko）
- スリツェ（Sulice）
- チュバヴィエ（Trzebawie）
- ヴィヴィエンツコ（Wiewiecko）
- ヴィンニキ（Winniki）
- ズヴィジェネク（Zwierzynek）

### 隣接自治体
ヴェンゴジーノ町は、ホチヴェル（Chociwel）、ドブラ（Dobra）、ドラヴスコ・ポモルスキェ（Drawsko Pomorskie）、インスコ（Ińsko）、ウォベス（Łobez）、ラドヴォ・マウェ（Radowo Małe）と隣接する。

## 経済
農業が主体であったが、東欧革命以後は個人経営の小売業、運送業、建設業が増加している一方、ポーランド国内の都市やドイツなど西側諸国へ職を求めて流出する人も増えている。特に若年層の流出が多い。失業率は2000年時点で23.0%に上る。
東欧革命以後、カラーテレビや冷蔵庫などが各家庭に普及し物質的な豊かさがもたらされた。しかしながら共同体的性格が薄れ、経済的不平等が生じ、治安の悪化やアルコール消費量の増大、家庭崩壊などに人々の不満の蓄積が現れている。

### 農業
ヴェンゴジーノを含むポーランドの北部から西部にかけての地域は、第二次世界大戦中、ドイツ領であったが、大戦後はポーランド領となり計画的に国営農場が作られた。東欧革命により国営農場は民営化されたが、その過程で人員削減が行われ、農業以外の雇用が限定されていたことに加え市場経済に適応できなかったことから様々な問題が噴出した。1990年代の農地面積は15,000haでうち8割が畑作地、残りは草地である。
国営農場時代は町内に5つの農業コンビナートが形成され、1,200人ほどの労働者が雇用されていた。農業コンビナートはライ麦中心の穀物栽培とウシ・ブタなどの家畜の飼育を行い、飼料や家具の製造、木材加工も行った。農業コンビナートに属しない個人農も約300人いたが、零細経営が多かった。
東欧革命以降は農業コンビナートは民営化し4つに再編、飼料製造などの工業部門は分離した。労働者は480人に激減、国からの補助金は大幅に削減された。肉需要の減少、輸入農産物との競合、生産コストの増大と設備更新の負担など経営の不安定分子は多い。
農業の衰退に伴い、空家や耕作放棄地が増加している一方、新しい農業施設も建設され、対照的な景観を呈するようになった。

### 観光
観光業は1990年代以降、新たに盛んになってきた。湖には、夏季を中心にキャンプや釣り、水泳に訪れる人が多い。国営農場時代から町内のチェシーノにレストランと宿泊施設を持つ休暇施設があり、シュチェチンなどからバカンスに訪れる客が利用していた。この休暇施設は1990年以降、ポーランド農地管理庁から借り受けた個人が経営している。ほかに2つの宿泊施設がある。また、都市居住者によって別荘の建設が増えている。